# Wilhelm von Seeler

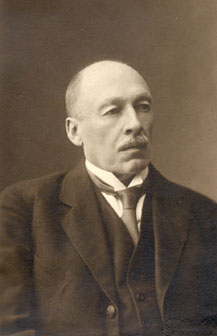
Wilhelm von Seeler, 1920er Jahre

Wilhelm von Seeler (* 22. Februarjul. / 6. März 1861greg. in Riga; † 27. Oktober 1925 in Dorpat) war ein deutschbaltischer Jurist sowie Professor der Rechtswissenschaften, der unter anderem die Grundlagen für Versicherungsschutz der Arbeiter legte.

## Biografie
Karl Wilhelm von Seeler wurde am 6. März 1861 als zweiter von drei Söhnen des vom Zaren geadelten deutschstämmigen Militärarztes Friedrich von Seeler und dessen Ehefrau Amalie im livländischen Riga geboren. Um Verwechslungen mit dem jüngsten Bruder zu vermeiden, der ebenfalls Carl hieß, nannte man ihn beim zweiten Vornamen, meist in der baltischen Form „Willa“. Bereits im Alter von acht Jahren wurde er Halbwaise.
Gemeinsam mit seinen Brüdern Nikolai und Carl Friedrich besuchte er zunächst die Privatschule seiner Tante Louise Vogt, danach das Gouvernements-Gymnasium in Riga und studierte von 1882 bis 1886 an der Kaiserlichen Universität Dorpat Rechtswissenschaften, wo er 1896 zum Doctor Jurisprudentiae promovierte, bildete sich von 1887 bis 1890 in Berlin, anschließend in Uppsala in Schweden weiter. An der Universität Dorpat trat er der Studentenverbindung Fraternitas Rigensis bei und übte das Amt des „Ersten Chargierten“ aus.
Von 1891 bis 1895 war er Dozent, dann ordentlicher Professor an den Universitäten Charkow, Kiew, Sankt Petersburg und Berlin. Als Deutschstämmiger und Aristokrat wurde er 1916 für einige Zeit nach Tomsk in Sibirien versetzt, wo er emeritierte. 1920 wurde er Professor für Rechtswissenschaften an der Universität Rom und 1921 an der Universität Dorpat. Hier starb er am 27. Oktober 1925 und wurde in einem Ehrengrab der Universität beigesetzt.
Wilhelm von Seeler war sowohl Dr. jur. nach deutschem als auch nach russischem Recht. In Russland wurde dieser Titel für herausragende wissenschaftliche Leistungen insgesamt nur sieben Mal verliehen. Er wurde mit der goldenen Staats-Preismedaille ausgezeichnet. Sein Spezialgebiet war das römische Recht, das baltische Privatrecht und der Versicherungsschutz der Arbeitnehmer.

## Schriften (Auswahl)
- Zur Lehre von der Conventionalstrafe nach Römischem Recht. Karras, Halle an der Saale 1890.
- Das Miteigenthum nach dem Bürgerlichen Gesetzbuch für das Deutsche Reich. Niemeyer, Halle an der Saale 1899.
- System des römischen Privatrechts. Grundriß zu Vorlesungen. Noor-Eesti Kirjastus, Dorpat 1924.